# Nada Jevdjenijević Brandl
Nada Jevdjenijević Brandl, slovenska violinistka, * 18. julij 1899, Maribor, † 11. oktober 1999, Maribor. 

## Življenje
Nada Jevdjenijević Brandl se je rodila leta 1899 v Mariboru, v znani nemški družini izdelovalca orgel, klavirjev in harmonijev  Josipa Brandla, kot Frančiška oziroma Fani Brandl (rojena Aigner). Pri petih letih je dobila  svojo prvo četrtinsko violino. S sedmimi leti se je začela učiti igranja tega instrumenta in že pri enajstih letih prvič nastopala. Z učenjem je nadaljevala na Glasbeni šoli nemškega Filharmoničnega društva v Mariboru. Od svojega osemnajstega leta  je študirala violino pri znanem pedagogu Arnoldu Rosseju na konzervatorij na Dunaju, pozneje pa še pri Vaclavu Humlu na Glasbeni akademiji v Zagrebu. V času študija je redno nastopala na raznih prireditvah v Mariboru. Prvi vidnejši uspeh na slovenskih tleh je dosegla z nastopom na koncertu Delavskega kulturnega društva Svoboda (DKD Svoboda) leta 1921, kot najboljša izvajalka večera. V tujini pa sta bila njena prva odmevna koncerta leta 1924 v Trstu in kmalu zatem v Gradcu. V Mariboru, Celju, na Ptuju, v Grazu in drugje je redno prirejala solistične recitale. Bila je tudi solistka na mariborskih simfoničnih koncertih vojaške godbe in Glasbene matice.
Posebne uspehe je žela z nastopi s Triom Brandl, ki ga je ustanovila leta 1929 z violončelistko Hildo Folger in pianistko Herto Reiss. Sestava tria se je večkrat spreminjala, najimenitnejša je bila, ko so bile v njem Fanika Brandl - violinistka, Beatrice Reichert - violončelo in Magda Rusy - klavir. Glasbenice so nastopale po vseh pomembnejših glasbenih evropskih središčih, kot so München, Berlin, Pariz, Praga, Bratislava, Sofija, Budimpešta, Dunaj itd. Trio je prejemal veliko pohval s strani strokovnjakov.V svoj repertoar je redno vključevala skladbe jugoslovanskih in slovenskih avtorjev. Slavko Osterc, vodilna oseba slovenske glasbe med obema svetovnima vojnama, ji je leta 1933 podaril svojo suito za violino in klavir, ki jo je kmalu zatem izvedla na koncertih doma in na Dunaju. 
Leta 1938 se je poročila s srbskim častnikom Živojinom Jevdjenijevićem in se je preselila v Beograd in odtlej nastopala pod imenom Nada Jevdjenijević Brandl. V času okupacije, kljub številnim ponudbam, ni  nastopala.
Po vojni se je na povabilo Antona Neffata vrnila v Maribor in v Operi kot mentorica za godala pomagala zasnovati operni orkester. Leta 1946 se je za stalno vrnila v svoje rojstno mesto in po vojni živela s tenoristom Bogdanom Vorkapićem. 
Že nekaj let po vojni je ponovno sestavila Mariborski trio. Ob tem je igrala še v drugih zasedbah ter nastopala na solističnih koncertih. Nastopala je doma in po Evropi, vseskozi pa se je posvečala tudi pedagoškemu delu. Učila je zasebno in kot pomožna učiteljica v okviru Glasbene matice. 
Pri petinšestdesetih letih je zaradi poškodbe roke nehala nastopati. V vseh letih koncertiranja je nastopila več kot dva tisoč krat. Bila je mednarodno priznana slovenska violinistka. Leta 1965 je postala častna članica Zveze glasbenih umetnikov Jugoslavije, naslednje leto pa še častna članica Društva slovenskih skladateljev. Leta 1992 je za svojo bogato kariero od Društva glasbenih ustvarjalcev Slovenije prejela Betettovo nagrado za umetniške dosežke v glasbi. Zadnja leta svojega življenja je preživela v Domu starostnikov Danice Vogrinec v Mariboru, kjer je umrla nekaj mesecev po praznovanju stotega rojstnega dne.